# Šturmai (Šilutė)
Šturmai (deutsch Sturmen) ist ein kleines Dorf im litauischen Bezirk Klaipėda (Memel). Es gehört zum Amtsbezirk (Seniūnija) des Städtchens (Miestelis) Kintai (Kinten) innerhalb der Rajongemeinde Šilutė (Heydekrug).

## Geographische Lage
Šturmai liegt am Ostufer des Kurischen Haffs (litauisch: Kuršių marios) und ist 24 Kilometer von Šilutė und acht Kilometer von Kintai entfernt. Durch den Ort verläuft die Nebenstraße 2201, die beim  Windenburger Eck (Ventės ragas) endet. Die nächste Bahnstation ist Šilutė an der Bahnstrecke Tilsit–Memel (Tilžė–Klaipėda).

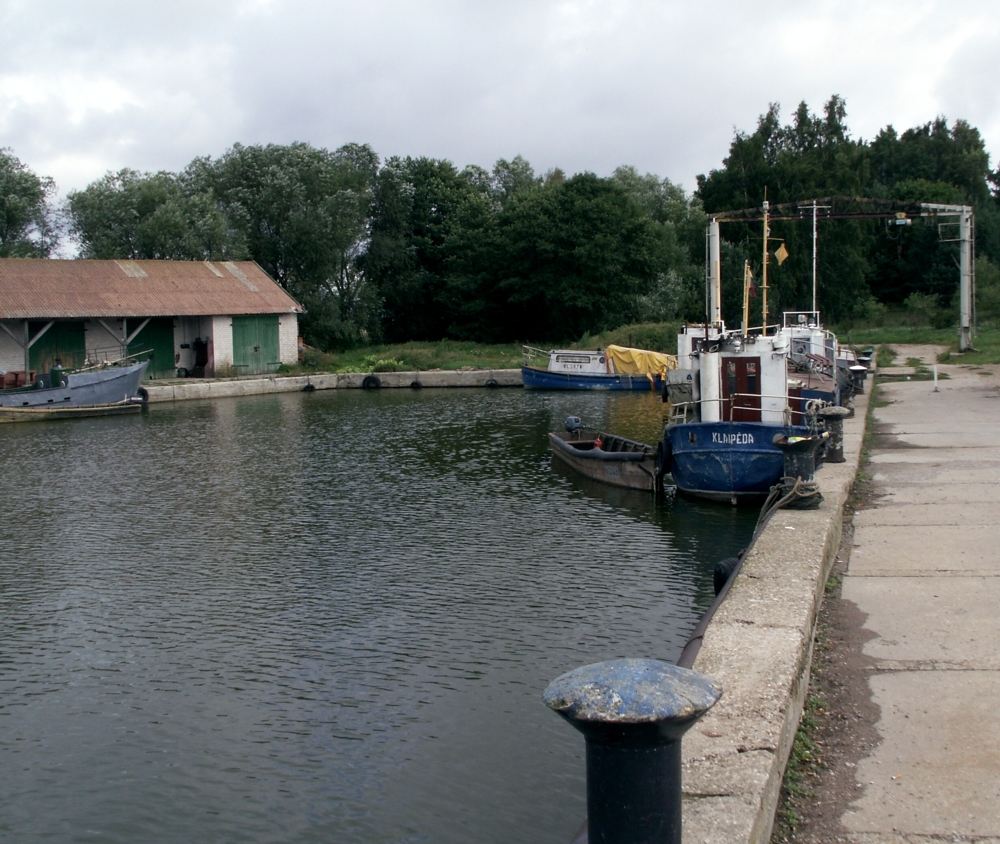
Der Hafen von Šturmai im Jahre 2006

## Geschichte
Bereits vor 1540 wurde das damals nach seinem Gründer Jacob Sturm genannte Dorf gegründet. Vor 1730 wurde der Ort – wohl nach seinem Besitzer – Philipp Dautsch genannt (Dautsch von nehrungskurisch Dauč(i)s für David, litauisch Dovydas, lettisch Dāvids, Dāvis) und 1785 kam das damalige Philipdautsch zum Amt Ruß (litauisch: Rusnė).
Im Jahre 1874 wurde das nun Sturmen genannte Dorf in den neu errichteten Amtsbezirk Kinten (litauisch: Kintai) eingegliedert, der bis 1922 und dann von 1939 bis 1945 zum Kreis Heydekrug im Regierungsbezirk Gumbinnen der preußischen Provinz Ostpreußen gehörte. Im Jahre 1910 zählte Sturmen 91 Einwohner. Zwischen 1923 und 1939 war das Memelland ein Teil der Republik Litauen und danach für sechs Jahre noch einmal deutsch. Am 1. Mai 1939 wurde Sturmen mit der Nachbargemeinde Windenburg (litauisch: Ventė) zur neuen Gemeinde Windenburg zusammengeschlossen.

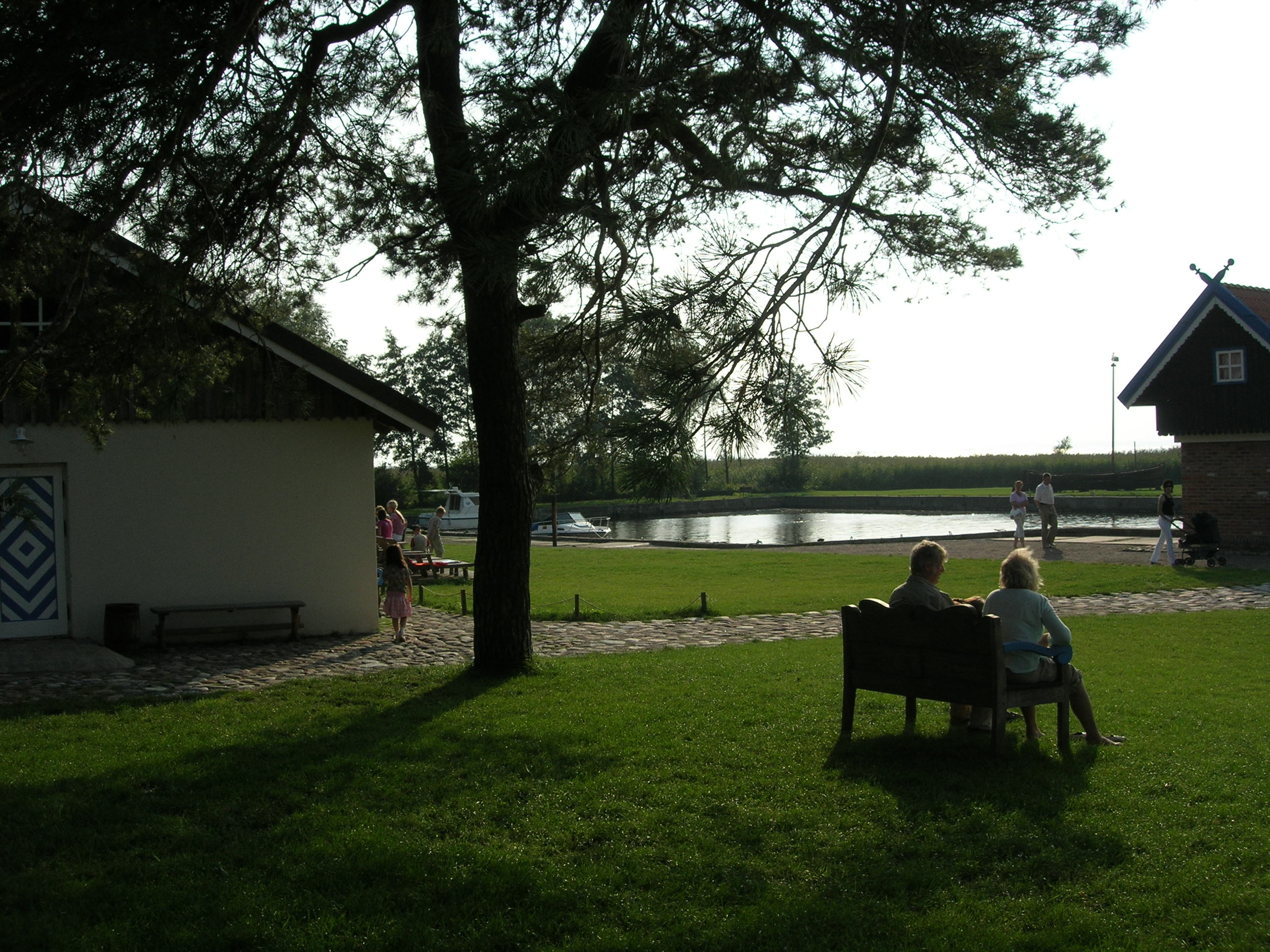
Idylle in Šturmai

Nach der Zugehörigkeit zur Litauischen Sozialistischen Sowjetrepublik liegt das Dorf seit 1990 in der neu gebildeten Republik Litauen und ist innerhalb deren Verwaltungsbezirk Klaipėda in die Rajongemeinde Šilutė eingegliedert.

### Einwohnerentwicklung
| Jahr | Einwohner |
| ---- | --------- |
| 1989 | 60        |
| 2001 | 41        |
| 2011 | 50        |

## Kirche
Vor 1945 war die Bevölkerung Sturmens mehrheitlich evangelischer Konfession. Das Dorf war in das Kirchspiel der Kirche Kinten eingepfarrt, die zum Kirchenkreis Heydekrug in der Kirchenprovinz Ostpreußen – zwischen 1923 und 1939 mit eigenem Konsistorium für das Memelland – der Kirche der Altpreußischen Union gehörte. Auch heute besteht für die evangelischen Einwohner Šturmais die Beziehung zur Kirche in Kintai innerhalb der Evangelisch-lutherischen Kirche in Litauen, auch wenn sie jetzt innerhalb einer mehrheitlich katholischen Bevölkerung leben.